# Купол Улисса
Купол Улисса (лат. и англ. Ulysses Tholus) — потухший вулкан на Марсе, расположенный в области Фарсида. Координаты центра — 2°53′ с. ш. 121°33′ з. д. / 2,89° с. ш. 121,55° з. д. Диаметр структуры составляет 102,47 км. Высота ≈ 5,5 км. Название вулкана было изменено 19 сентября 2007 года. До этого момента, название Патера Улисса относилось ко всей структуре, а не только для центральной кальдеры. 

## География и геология
Ударные кратеры, покрывающие вулканический марсианский рельеф, показывают, что вулкан не был активным уже очень долгое время. По некоторым оценкам, он образовался в нойской эре (около 3920 млн лет назад), хотя точно установить его возраст трудно. 
Стороны купола Улисса имеют чётко просматриваемую радиальную текстуру — два огромных кратера и один мелкий разлом. Вулкан имеет большую кальдеру названную Патера Улисса, в диаметре она примерно 58 км и глубиной 2 км. На стенках присутствуют отдельные потоки лавы (800 м в ширину). Стенки вулкана имеют наклон 7-12°. Стороны вулкана с севера на северо-запад, пронизаны грабенами различных размеров и возрастов. На стенках вулкана, находятся два больших ударных кратера, размерами от 15 до 30 км. На дне кальдеры насчитывается 15 невысоких холмов. Две неглубокие депрессии сформировались на юго-западном крае кальдеры, в диаметре они составляют несколько километров. Эти впадины интерпретируются, как вулканические кратерные ямы, внутренняя часть которых была заполнена расплавленной лавой. Расчёты ученых указывают на нехватку кратера диаметром ≈ 1 км, из этого они сделали вывод, что в прошлом, небольшие кратеры были полностью скрыты расплавленной лавой, и поэтому сейчас они не видны́. Несмотря на относительно большую кальдеру, купол Улисса, скорее всего, является базальтовым щитом. По соседству с ним лежит больший вулкан — купол Библиды.
На провинции Фарсида сконцентрировано большое количество потухших вулканов. Например потухший вулкан Олимп, высота которого составляет примерно 26,2 км, является самой большой горой из известных в Солнечной системе.

## Галерея

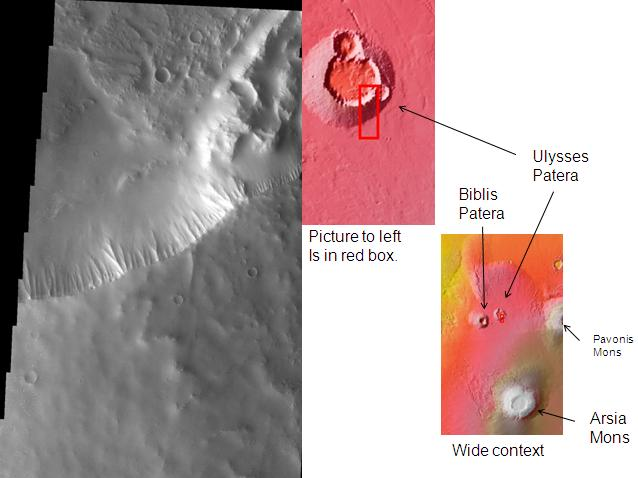
Расположение купола Улисса по отношению к другим вулканам. Снимок орбитального аппарата «Марс Одиссей»
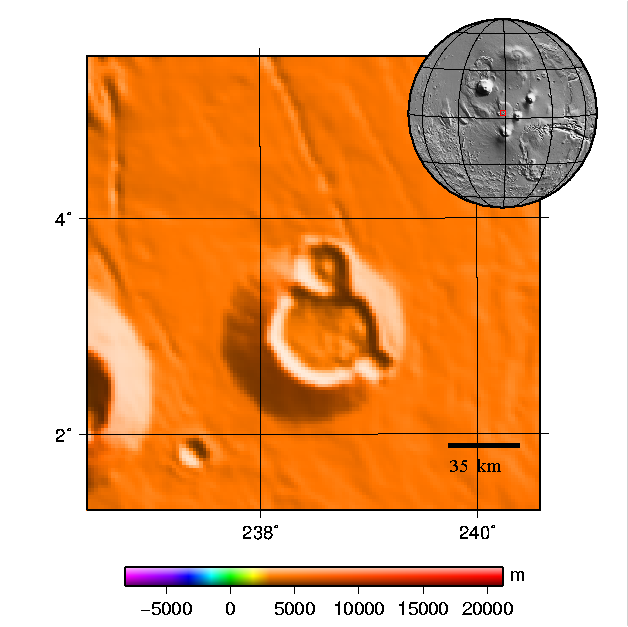
Карта высот купола Улисса